# 서지전압
서지전압은 낙뢰나 스위칭, 충방전등의 충격전류. 짧은 시간내에 심한 파형의 변화를 일으키는 전압을 뜻한다. UL, IEC, IEEE 등과같이 관련 기관에서 그동안 발생한 계측결과를 토대로 연구와 개발을 통해 실험 규정을 정의하고 있다. 특히 대표적인 서지전압(파형)에 대한 정의는 IEC61000-4-5에서 정의하고 있으며, 전압파형은 상승속도 1.2us, 하강속도 50us(1.2/50us)이며 전류대형은 상승속도 8us, 하강속도 20us(8/20us), 전압파형과 전류파형을 합친 파형을 조합파(Combination)라 한다.
예민한 전기전자 기기를 서지전압으로부터 보호하기 위해 서지보호기(SPD)의 설치를 필요로한다.